# Западная Австрия
Западная Австрия (нем. Westösterreich) — западная часть Австрии, которая в зависимости от контекста определяется по-разному.

Австрийский округ, 1681 — Западная Австрия на левой половине карты

В общегеографическом смысле к Западной Австрии относятся федеральные земли Тироль и Форарльберг, частично также Зальцбург. Это район примерно западнее 13° в.ш. Понятие охватывает те три (кроме Карантии) земли, которые почти полностью расположены в Восточных Альпах, в то время как другие земли находятся в Предальпах и Чешском массиве.

регионы Австрии по NUTS-1 (числа обозначают регионы по NUTS-2) AT-3 Западная Австрия, изображена зелёным цветом

В статистике (как регион по коду NUTS) под Западной Австрией понимают группу федеральных земель Верхняя Австрия, Зальцбург, Тироль и Форарльберг.